# Ivo Chaves
Ivo Facundo Chaves (Salta, Argentina, 30 de junio de 1993) es un futbolista profesional argentino que se desempeña como lateral derecho o como mediocampista Actualmente disputa el torneo de la Primera Nacional junto al Club de Gimnasia y Tiro.

## Carrera profesional

### Gimnasia y Tiro
Ivo se desarrolló futbolísticamente en Gimnasia y Tiro en donde en el futuro conseguiría debutar en el primer equipo en el año 2008. Permaneció en el club hasta 2014; por sus buenas temporadas y desempeño una destacada institución del fútbol argentino se fijó en él, Talleres de Córdoba, club del que pasaría a formar parte en el año 2014 para jugar el Torneo Federal A.

### Talleres
Es adquirido por la institución de Barrio Jardín en julio de 2014 y se convierte en el cuarto refuerzo del club para afrontar la temporada. Disputó partidos clave; uno de ellos fue el que Talleres jugó contra Newell's por la Copa Argentina, en el que fue figura destacada y donde dejaría en evidencia su talento.
Ese año el Matador no pudo ascender e Ivo al principio muestra interés por dejar el club ya que le llegaron ofertas llamativas; inclusive de Primera División. Pese a esas ofertas decide quedarse en Talleres tras la oferta del presidente Fassi; ya que le ofrecía "una propuesta de desarrollo profesional importante” señaló Ivo.
En la temporada siguiente (Torneo Federal A 2015) Ivo tuvo una participación destacada y formó parte del once titular a lo largo de casi todo el campeonato; se ganó el cariño de la hinchada Matadora; él junto con todo el plantel consagraron un título y el ascenso a la Primera B Nacional.
ya en el año 2016, Ivo decide seguir en el club para afrontar la Primera B Nacional; arregló su continuidad por un año más en la institución cordobesa.
En la Primera B Nacional disputó todos los partidos del campeonato y cerró de nuevo una temporada excepcional consiguiendo el título y la vuelta a Primera División del Matador tras 12 años en el ascenso argentino. Jugó en total 21 partidos y recibió dos tarjetas amarillas; fue clave en varios partidos del campeonato y a destacar están los jugados frente a Ferro y Gimnasia de Jujuy; con una asistencia y un gol respectivamente.

### San Martín
Para la Temporada 2017/2018 llega en concepto de préstamo sin opción de compra a San Martín de Tucumán, para jugar la Primera B Nacional, equipo que dirige técnicamente Diego Cagna. Es desafectado a causa de una enfermedad (desequilibrio hormonal)

### Gimnasia y Tiro
Luego de recuperarse; a principios de 2018, Talleres lo cede nuevamente a préstamo; esta vez a Gimnasia y Tiro, club formador de Ivo.
En 2020 comenzó en el federal amateur, logró el ascenso al federal A, jugo el federal, y logro otro ascenso con gimnasia y tiro a la primera nacional 2024

## Clubes
| Club                  | País      | Año             |
| --------------------- | --------- | --------------- |
| Gimnasia y Tiro       | Argentina | 2008 - 2014     |
| Talleres              | Argentina | 2014 - 2017     |
| San Martín de Tucumán | Argentina | 2017 - 2018     |
| Gimnasia y Tiro       | Argentina | 2018 - Presente |

## Palmarés
| Título             | Club            | País      | Año  |
| ------------------ | --------------- | --------- | ---- |
| Torneo Federal A   | Talleres        | Argentina | 2015 |
| Primera B Nacional | Talleres        | Argentina | 2016 |
| Torneo Federal A   | Gimnasia y Tiro | Argentina | 2023 |